# مايكل ستيوارت (ملحن)
ميخائيل ستيوارت (بالإنجليزية: Michael Stewart)‏ هو ملحن ومنتج أسطوانات أمريكي، ولد في 19 أبريل 1945، وتوفي في 13 نوفمبر 2002.

## وصلات خارجية
- ميخائيل ستيوارت على موقع ميوزك برينز (الإنجليزية)
- ميخائيل ستيوارت على موقع أول ميوزيك (الإنجليزية)
- ميخائيل ستيوارت على موقع ديسكوغز (الإنجليزية)